# Higroskopnost
Higroskopnost je zmožnost snovi vezati vodo nase z absorpcijo ali adsorpcijo. Mnoge organske in anorganske trdnine in kapljevine pri daljšem stiku z običajno atmosfero vežejo nase zračno vlago. Higroskopne kapljevine postajajo vedno bolj razredčene vodne raztopine, vse dokler ne pride do ravnotežja med zračno vlago in higroskopno kapljevino.
Kot izrazito higroskopne snovi so znane kalcijev klorid (CaCl2), fosforjev (V) oksid (P4O10) in koncentrirana žveplova (VI) kislina (H2SO4). Uporabljajo se kot sušilna sredstva v eksikatorjih, sušilnih nastavkih in plinskih izpiralkah.